# سد سيدي يعيش
سد سيدي يعيش هو سد في تونس تم تشييده سنة 1997. تبلغ مساحة حوضه 1642,000 كم مربع. ويقدر على تخزين 88,000 مليمتر مكعب. أما معدل المساهمة السنوية فيبلغ 24,713 مليمتر مكعب.
 ويقع في جنوب الغربي للبلاد.